# محمودآباد (دلیجان)
محمودآباد (دلیجان)، روستایی از توابع بخش مرکزی شهرستان دلیجان در استان مرکزی ایران است.

## جمعیت
این روستا در دهستان هستیجان قرار دارد و براساس سرشماری مرکز آمار ایران در سال ۱۳۸۵، جمعیت آن زیر سه خانوار بوده‌است.
در این روستا 3 برادر همراه با خانواده زندگی میکنن بنام های یدالله علی اکبر حیدر باقری . در این روستا دانش اموزی وجود ندارد ولی روستای بسیار زیبایی است .